# Рогожарски Р-100
Рогожарски Р-100 је југословенски школски авион за прелазну-ловчку обуку једноседи, једномоторни висококрилац који је произведен 1939. године у југословенској фабрици авиона Рогожарски из Београда.

## Пројектовање и развој
Након успешне примене авиона ПВТ, Команда ВВ донела одлуку о даљем усавршавању овог авиона тј. изради једноседа за обуку пилота ловаца у вишој пилотажи. Рад на пројекту новог авиона почео је 1937. године у фабрици Рогожарски а главни конструктор је био инж. С. Милутиновић. На захтев Команде авион је добио назив Р-100. У односу на претходника (авион ПВТ) Р-100 је задржао исти мотор, размах крила је смањен, мотор капотиран НАКА прстеном, извршена је модификација система команди, ојачана конструкција неких склопова, уведено дводелно крило и репни точак. Прототип је завршен половином 1938. године а први пробни лет је обавио фабрички пробни пилот Милош Гагић. Испитивање у опитној групи су потврдила да авион има боље карактеристике од свог претходника па је на основу тога Команда дала одобрење за серијску производњу.

## Технички опис
Авион је био робусан висококрилни једнокрилац (парасол) једносед са изврсним летачким карактеристикама погодан за акробације Авион је опремљен домаћим радијалним, ваздухом хлађеним мотором са седам цилиндара ИАМ K-7 снаге 420 KS и дрвеном двокраком елисом фиксног корака. Био је опремљен карбуратором за леђни лет. Авион је намењен војној употреби тј. вишој ловачкој обуци и тренажи војних пилота ловаца. Пилотска кабина је била опремљена стандардним инструментима. Резервоар горива од 158 литара је био уграђен у тежишту.
Труп авиона, елипсастог попречног пресека је у целости израђен од дрвета обложен шпером. Крила су са заобљеним крајевима, са сваке стране, крила су подупрта са паром косих челичних упорница које су се ослањале на труп авиона. Консртукција крила је изведена од дрвета пресвучена шпером. Стајни трап је био фиксан без осовине, потпуно направљен од челичних цеви одликовао се великом чврстоћом што је омогућавало авиону слетање на веома неравне терене.

## Оперативно коришћење

### Производња и побољшања авиона Р-100
Команде ВВ је крајем 1938. године од фабрике Рогожарски наручила прву серију од 15 авиона Р-100. Авиони прве серије су испоручени крајем јула 1939. године. Први примерци су одмах упућени у Ниш у Ловачку школу где је од ових авиона формирано посебно одељење.
Другу серију од 10 авиона овог типа, Команда ВВ је наручила исте 1939. године. Ова серија је била намењена Школи гађања и бомбардовања у Белој Цркви. Сви авиони Р-100 друге серије су били наоружани једним митраљезом Дарн 7,7 mm и једним фотомитраљезом.

### Коришћење авиона Р-100
Непосредно пред рат део авиона Р-100 је био распоређен по ловачким пуковима ВВ за тренажу резервних пилота ловаца. Сваки пук је добио један до три ова авиона.

### Авиони Р-100 у Другом светском рату
Италијани су запленили један авион Р-100, а Немци 11 ових авиона, остали су уништени у Априлском рату. Немци су заробљене авионе Р-100 предали својим савезницима Хрватима (НДХ) који су их оспособили и користили све време рата. У почетном периоду су коришћени за преобуку и тренажу пилота, а касније су опремљени носачем за бомбу од 90 или 100 kg, па су употребљавани за бомбаровање из стрмог понирања. Након преласка Ф. Клуза и Р. Чајавеца на страну партизана, неколико комада Р-100 је у улози класичног ловца патролирало на прилазима Загребу ради одбијања напада партизанских авиона. Задњи борбени лет на овом авиону извршен је 26. априла 1945. године када је поручник Јелак бомбардовао мост на реци Купи, код села Винице, да би успорио напредовање партизанских ослободилачких јединица. Два авиона овог типа су пред крај рата прелетела на партизанску страну а два су заплењена на аеродрому Лучко крај Загреба приликом ослобођења. Сва четири авиона која су преживела рат укључени су у Ратно ваздухопловство Југословенске Армије (РВ ЈА). По један су коришћени у 111. И 112. Ловачком пуку, трећи је коришћен у ВТЦ а четврти је користио командант 4. Бомбардерске дивизије Сава Пољанец. У ЈРВ ови авиони су летели до почетка 50. -тих година када су престали да се користе. Делови једног Р-100 се чувају у Музеју Ваздухопловства на Београдском аеродрому.

## Земље које су користиле овај авион
| - Краљевина Југославија - Независна Држава Хрватска - Италија |